# Pterogonium jagorii
Pterogonium jagorii là một loài Rêu trong họ Leucodontaceae. Loài này được (Müll. Hal.) Müll. Hal. mô tả khoa học đầu tiên năm 1869.